# Comté d'Erie (Ohio)
Pour les articles homonymes, voir Comté d'Erie.
Le comté d'Erie est un comté situé dans l’État de l'Ohio, aux États-Unis. Il comptait 79 551 habitants en 2000. Son siège est Sandusky.